# Les Marches
Les Marches este o comună în departamentul Savoie din sud-estul Franței. În 2009 avea o populație de 2.453 de locuitori.

## Evoluția populației
| An        | 1975  | 1982  | 1990  | 1999  | 2006  | 2009  |
| --------- | ----- | ----- | ----- | ----- | ----- | ----- |
| Populație | 1.108 | 1.233 | 1.416 | 2.135 | 2.449 | 2.453 |